# Trolejbusy w Legnicy
Trolejbusy w Legnicy – środek transportu funkcjonujący w Legnicy przez okres piętnastu miesięcy w latach 1943–1945 oraz z przerwami w latach 1949–1956.

## Historia

### 1943-1945
Stan tramwajów w Legnicy w latach trzydziestych XX wieku był niezadowalający i wymagał wysokich nakładów na zapewnienie funkcjonalności.
Przepustowość jednotorowej, wąskotorowej sieci była niewystarczająca wobec wzrastającej liczby pasażerów. Od 1926 roku niewydolną komunikację tramwajową w Legnicy wspomagały początkowo prywatne, a od 1937 roku miejskie połączenie autobusowe. Miejska linia autobusowa w 1939 roku została przedłużona, jednak na przełomie lat 1939 i 1940 w związku z wybuchem II wojny światowej (niedobór paliw płynnych) przejściowo została zawieszona, po czym na krótko wznowiono jej działalność na ograniczonej trasie.
Publiczno-prywatna spółka Elektricitäts-Werke Liegnitz (EWL) będąca operatorem legnickich tramwajów koncentrowała się na czerpaniu zysków ze sprzedaży energii elektrycznej. W 1939 roku udziałowcy spółki EWL (należącej: w 55% do koncernu Elektrowerke AG z Berlina, w 16% do miasta Legnicy, w 13% do okolicznych powiatów, a w pozostałej części do samorządów lokalnych, na których terenie spółka prowadziła sprzedaż energii) namawiali przedstawicieli magistratu do rezygnacji z tramwajów na rzecz rozwijanych wówczas w III Rzeszy, uchodzących za tańsze i prostsze w eksploatacji trolejbusów.
Władze spółki EWL postulowały całkowite zastąpienie tramwajów trolejbusami w czasie pięciu lat (1941-1946). Planowano zakup do tego celu 15 do 18 trolejbusów i 10 przyczep.
Przedsięwzięcie zostało rozpoczęte w czasach, w których Niemcy budowali systemy trolejbusowe z powodu niedoboru paliw płynnych. Na obszarze powojennej Polski wybudowano sieci trolejbusowe w Gorzowie Wielkopolskim, Wałbrzychu i Jeleniej Górze, gdzie podobnie jak w Legnicy planowano wyeliminować tramwaje, a także w okupowanej Gdyni.
Budowa sieci trolejbusowej podczas wojny przeciągała się od 1940 do końca 1943 roku. Ostatecznie, w Legnicy uruchomiono jedną tylko linię trolejbusową, częściowo dublującą przebieg trasy linii tramwajowej oznaczonej później numerem „1” (plac Łużycki – dworzec kolejowy) oraz wybudowano trasę dojazdową trolejbusów do zajezdni (wspólnej z tramwajową), która miała być częścią drugiej linii trolejbusowej do Piekar Wielkich.
Uruchomienie komunikacji trolejbusowej w Legnicy nastąpiło 10 listopada 1943 roku. Pierwotnie do eksploatacji włączono 2 trolejbusy standardowe na podwoziach firmy MAN z osprzętem elektrycznym Siemens-Schuckertwerke GmbH. W 1944 roku dokupiono dwa kolejne pojazdy na podwoziach Henschel oraz jedną używaną przyczepę pasażerską.
Linia trolejbusowa wiodła z dworca kolejowego przez obrzeża Tarninowa i parku miejskiego, plac Słowiański, Rynek, ulicę Złotoryjską i plac Łużycki (krańcówka tramwajowa) do koszar i szpitala Wehrmachtu w Lasku Złotoryjskim. Powrót trolejbusów od Rynku odbywał się ulicami Najświętszej Marii Panny i Skarbową do dworca. Całkowita długość linii wynosiła 7,2 km.
Linia dojazdowa do zajezdni, bez przystanków, wiodła ulicami Kartuz: Cmentarną, Kwiatową, Kazimierza Wielkiego, Kartuską i Pocztową.
Pod koniec II wojny światowej tabor trolejbusowy ewakuowano do Wałbrzycha, gdzie wojnę przetrwał jeden trolejbus Henschel wraz z przyczepą.

### 1949-1956
Starania nad reaktywacją przedwojennej linii trolejbusowej w Legnicy podjęto dopiero w latach 1947–1948, po pełnym uruchomieniu linii tramwajowych. Z braków zaopatrzeniowych reaktywacja trasy w dotychczasowym przebiegu przeciągnęła się do 1949 roku, po czym została zarzucona na rzecz innego planu.
Pod koniec wojny w mieście ulokowała się Północna Grupa Wojsk Armii Radzieckiej, która zajęła większość obiektów położonych w zachodniej części miasta (na lewym brzegu rzeki Kaczawy), a życie ludności polskiej skoncentrowało się na Bielanach, gdzie ulokowano mieszkania, urzędy i jednostkę wojskową. Wobec istnienia równoległej linii tramwajowej w rejonie ulicy Złotoryjskiej i jednoczesnych problemów z obsługą uczęszczanej linii autobusowej „A” sprzed dworca kolejowego na Bielany i lotnisko podjęto decyzję o przełożeniu trakcji trolejbusowej na tę trasę. W kwietniu 1949 roku przystąpiono do przenoszenia sieci trakcyjnej z pomocą żołnierzy mającego swe koszary na Bielanach Korpusu Bezpieczeństwa Wewnętrznego. Przy budowie jednotorowej linii wykorzystano w znacznej części (ok. 80%) słupy drewniane oraz przewody stalowo-aluminiowe.
Ruch odzyskanego z Wałbrzycha trolejbusu na linii „A” zapoczątkowano wg doniesień lokalnej prasy (Słowo Polskie) 15 września 1949 roku. Od stycznia 1950 roku liczbę kursów zwiększono poprzez wypuszczanie w godzinach szczytu na część kursów dotychczasowej przyczepy trolejbusowej prowadzonej przez traktor. Na linii kursowały także autobusy, pozyskiwane z demobilu wojskowego.
Kiedy w styczniu 1951 roku przedwojenny trolejbus, ulegający częstym awariom, został wyłączony z eksploatacji i oddany do Poznania, na linii „A” kursowały wynajęte przez prezydium miejskiej rady narodowej autobusy miejscowego oddziału Państwowej Komunikacji Samochodowej. Dopiero w połowie roku 1952 do Legnicy przydzielono 2 radzieckie trolejbusy JaTB-2, pochodzące pierwotnie z daru 30 używanych trolejbusów od ZSRR dla Warszawy. Ze względu na brak odpowiedniego transformatora, a w konsekwencji napięcia w sieci udało się uruchamiać jednocześnie tylko jeden trolejbus.
Powojenny udział trakcji trolejbusowej w komunikacji miejskiej Legnicy był marginalny. Nieustanne kłopoty eksploatacyjne oraz problem z pozyskaniem nowych trolejbusów sprawiły, że w 1956 roku trolejbusy zostały zastąpione przez trzy autobusy Star 52, będące pierwszymi fabrycznie nowymi pojazdami legnickiego MPK.
Formalnie sieć zlikwidowano z dniem 31 grudnia 1956 r.